# Clytia

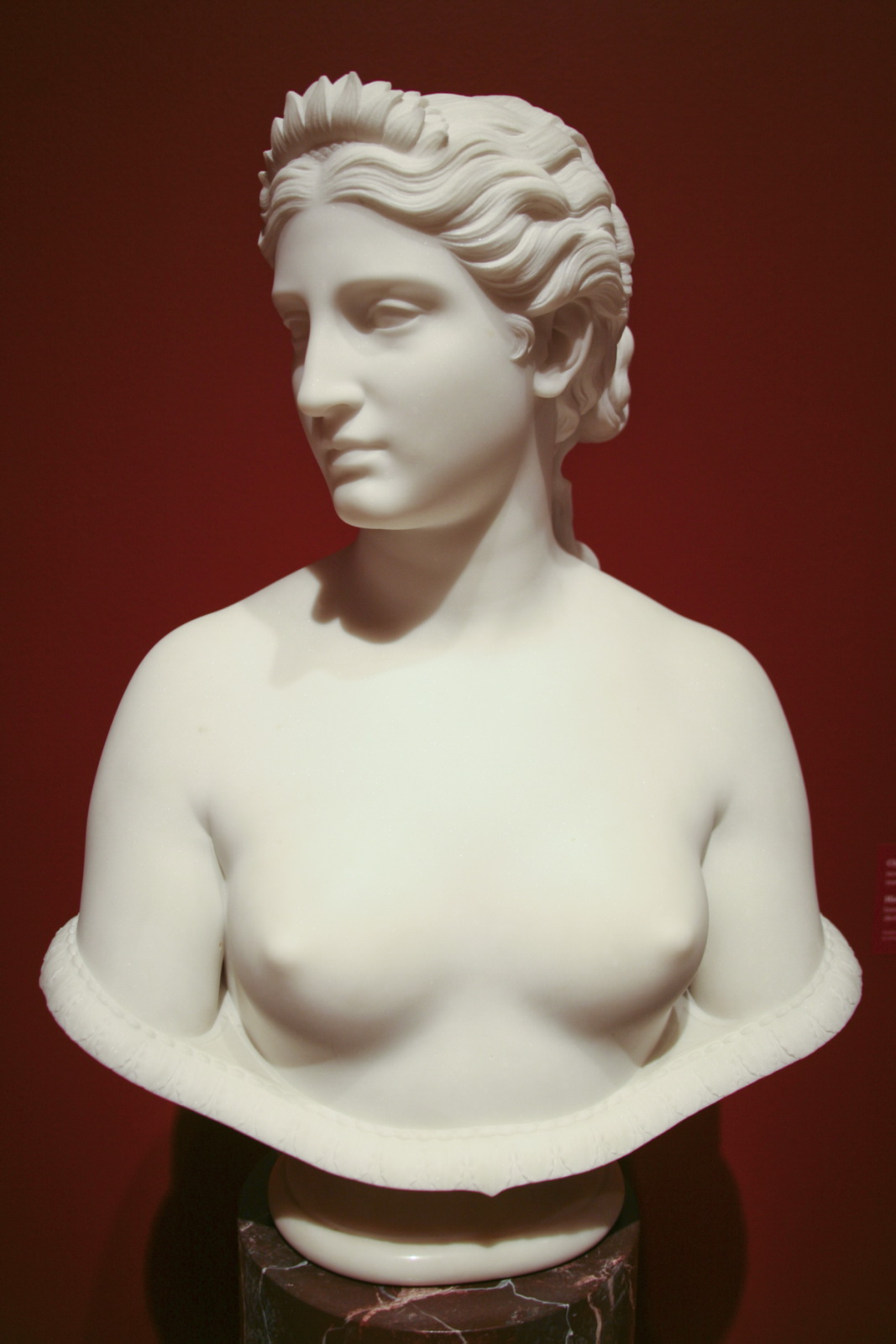
Clytie de Hiram Powers, modelat aproximativ în 1867. Referință: Smithsonian American Art Museum

Clytia (sau Clytie) era o nimfă a apelor, fiica lui Oceanus și Tethys în mitologia greacă.
A fost iubită de Helios.